# Citrivirus citri
Genre
Espèce
Synonymes
- Citrus leaf blotch virus (ICTV, 2005)

Citrivirus citri est une espèce de virus du genre Citrivirus (famille des Betaflexiviridae), dont c'est l'unique espèce acceptée par l'ICTV (genre monotypique).
Ce sont des virus à ARN simple brin à polarité positive, rattachés au groupe IV de la classification Baltimore. Les virions sont en forme de filaments flexueux.
Ces virus infectent des plantes (phytovirus).

## Caractéristiques
Les virions sont des particules non enveloppées, filamenteuses, flexueuses, à symétrie hélicoïdale, mesurant 960 nm et plus de long et 12 nm de diamètre.
Le génome est constitué d'une molécule d'ARN monocaténaire (à simple brin) de sens positif, linéaire, d'environ 8,7 kb. L'extrémité 5' est coiffée et l'extrémité 3' est polyadénylée. Cet ARN code trois protéines

## Liste des espèces et non-classés
Selon NCBI (16 février 2021) :
- Citrus leaf blotch virus
- non-classés
  - Avocado citrivirus 1
  - Citrus leaf blotch virus 2
  - Haruka-associated citrivirus
  - Humulus lupulus citrivirus 1
  - Nandina citrivirus
  - Paeonia citrivirus A
  - Peony yellowing associated citrivirus